# Cian
Cian – bóg w mitologii irlandzkiej, ojciec Lugha; należał do ludu Tuatha Dé Danann.
Według przepowiedni bóg śmierci Balor miał zostać zabity przez swojego wnuka. Uwięził więc swoją córkę Ethlinn w kryształowej wieży, aby nie zaszła w ciążę. Cian z pomocą druidki Birog dostał się do wieży. Ethlinn urodziła mu syna, którego nazwała Lugh. Balor jednak wrzucił go do morza. Birog uratowała go i oddała go pod opiekę Manannan mac Lira (który został jego zastępczym ojcem). 